# Cambela (El Bollo)
Cambela (llamada oficialmente Santa María de Cambela) es una parroquia y un lugar español del municipio de El Bollo, en la provincia de Orense, Galicia.

## Organización territorial
La parroquia está formada por dos entidades de población:
- Cambela
- Celeiros

## Demografía

### Parroquia
| Gráfica de evolución demográfica de Cambela (parroquia) entre 2000 y 2022 |
|                                                                           |
| Datos según el nomenclátor publicado por el INE.                          |

### Lugar
| Gráfica de evolución demográfica de Cambela (lugar) entre 2000 y 2022 |
|                                                                       |
| Datos según el nomenclátor publicado por el INE.                      |